# Valentin Knobloch
Valentin Knobloch (* 5. Mai 1980) ist ein ehemaliger deutscher Judoka.

## Werdegang
Knobloch begann bereits als Kind mit Judo. Später startete er für den TSV Bayer 04 Leverkusen. 1993 trat er bei der Deutschen U15-Meisterschaft in Wiesbaden an und gewann in der Klasse bis 60 kg den Titel. Ein Jahr später sicherte er sich an gleicher Stelle in der Klasse bis 65 kg seinen zweiten Juniorentitel. In den folgenden Jahren gewann er diverse Medaillen bei U18-Master-Turnieren, darunter Silber in Bremen 1997. 1999 sicherte er sich in der U20 zwei Siege in Besançon und Bremen in der Klasse bis 81 kg. Im November des gleichen Jahres startete er bei der U20-Europameisterschaft in Rom und gewann dort die Bronzemedaille. Kurz darauf wechselte er in den Erwachsenenbereich. Am 26. Februar 2000 startete er in München erstmals im Judo-Weltcup und wurde Dritter. Es blieb jedoch sein einziger Weltcup-Start. Bei den Deutschen Meisterschaften 2000 in Riesa gewann er Bronze. Diesen Erfolg wiederholte er 2001 in Hamm. Zuvor war er erfolgreich bei den Judo-Europameisterschaften 2001 in Paris angetreten und scheiterte erst im Halbfinale. Am Ende belegte er in der Klasse bis 81 kg den fünften Platz. Bei den Deutschen Meisterschaften 2003 in Leipzig startete Knobloch erstmals in der Klasse bis 90 kg und gewann dabei seinen ersten und einzigen nationalen Titel. 2004 gewann er Bronze bei den British Open. Bei den nationalen Titelkämpfen im Oktober desselben Jahres wurde er Fünfter. 2007 wurde er bei den Deutschen Meisterschaften in Neuhof noch einmal Zweiter und gewann Silber. Am 20. November 2008 bestritt Knobloch sein letztes internationales Turnier und gewann das Masters Open Gelsenkirchen in der Klasse bis 100 kg.